# Ranunculus saniculifolius
Ranunculus saniculifolius é uma espécie de planta com flor pertencente à família Ranunculaceae. 
A autoridade científica da espécie é Viv., tendo sido publicada em Fl. Libyc. Spec. 29. t. 11. f. 2. 1824.

## Portugal
Trata-se de uma espécie presente no território português, nomeadamente em Portugal Continental.
Em termos de naturalidade é nativa da região atrás indicada.

## Protecção
Não se encontra protegida por legislação portuguesa ou da Comunidade Europeia.